# جان-بول أبالو
جان-بول أبالو (بالفرنسية: Jean-Paul Abalo)‏ (مواليد 26 يونيو 1975) هو لاعب كرة قدم. يلعب مع منتخب توغو لكرة القدم. سبق له أن لعب في كأس العالم لكرة القدم مع منتخب بلاده.

## روابط خارجية
- جان-بول أبالو على موقع الاتحاد الدولي (مؤرشف)  (الإنجليزية)
- جان-بول أبالو على موقع رابطة كرة القدم الفرنسية للمحترفين (الإنجليزية)
- جان-بول أبالو على موقع قاعدة بيانات كرة القدم.إي يو (الإنجليزية)
- جان-بول أبالو على موقع ناشيونال فوتبول تيمز (الإنجليزية)
- جان-بول أبالو على موقع Soccerbase.com (لاعب) (الإنجليزية)
- جان-بول أبالو على موقع Soccerway.com (الإنجليزية)
- جان-بول أبالو على موقع عالم كرة القدم.نت (الإنجليزية)